# 洺河
洺河是子牙河系滏阳河的一条主要支流，又称沙河，古称“浸水”、“洺水”，元代改称“洺河”。发源于太行山东麓河北武安市西北部，流经永年、鸡泽和邢台境内南和县，于任县环水村入北澧河。

## 河流源头
洺河发源于河北武安市西北部太行山余脉，上游分南河、北河两支，以小摩天岭为天然分水岭。北河上游有三道主川（门道川、常社川、白云川）汇入。南河上游称管陶川，因川中管陶村而得名。南河全长95.01公里，北河全长62.3公里。南北两支在武安永和村汇合后称洺河，自汇合处经永年区至鸡泽县沙阳村北出邯郸境，境内长76.4公里，流域面积2488平方公里。

## 流域面积
洺河流域地势西高东低，以京广铁路为界，铁路以西为山区和丘陵区，面积1810平方公里，占邯郸境内流域面积的73％，一般海拔500到1000米，最高武安市青崖寨海拔1898.7米；铁路以东为冲积平原，面积678平方公里，占邯郸境内流域面积的27％，海拔30到70米。据临洺关水文站资料，洺河多年平均径流量1.13亿立方米，平均含沙量3.72千克/立方米，年输沙量40万吨。
洺河自武安至永年临洺关段，河道纵坡1/300到1/1000，河宽200至400米，深2到4米，过水能力约1500立方米/秒。临洺关以下河段有高2米右堤，河宽由200米逐渐缩至80米，槽深2一3米，平均纵坡1/1800，过水流量800一300立方米/秒。鸡泽县段经1977年整治后深度为2到2.5米，滩地宽约60米，堤高2米，平均纵坡1/3000，引洪能力约200立方米/秒。因洺河最大引洪能力为1500立方米/秒，并且上宽下窄，到鸡泽段河道行洪能力仅200立方米/秒，所以如果一旦遇洪水就会泛滥成灾。由于年降雨量大部分集中在每年夏天汛期，其他季节，特别是冬春缺雨少雪时节，流域内也经常有过干旱的威胁。根据文献记载，500多年中，较大旱灾就有49次，几乎平均每10年多一次。

## 蓄洪发电
1949年后，在南北河上建成青塔、车谷、口上、四里岩、大远等5座中型水库，总库容为12721万立方米，小（一）型水库8座，总库容2919万立方米，小（二）型水库43座，总库容1172万立方米。兴建和改建了口上、车谷、青塔、贾庄等4处万亩以上灌区，控制灌溉面积37.1万亩。还建成口上、活水、四里岩、车谷等4处小型水电站，装机容量达4187千瓦，年发电量达595.4万千瓦时。2005年，武安市开始对洺河进行河道综合治理，使河道防洪标准由原来的不足五5年一遇，提高至20年一遇。枣尖渠是武安历史上一条人工开凿的古老的引河水灌溉农田的渠道。历经明、清、民国时期，灌溉面积曾一度达4000余亩，至近代成为武安灌区一个渠系的组成部分。

## 河患之祸
根据光绪年间《永年县志》记载，历史上洺河在永年、鸡泽曾多次溢堤泛滥，决口改道，改道于滏阳河以北，小沙河以南、永年中部地区留下许多故道。洺河在历史上曾有过几次大的变迁，洺河在唐、宋、金三代，曾从永年裴坡庄附近向东南流，经北李固、苏固、赵固、北碾头、周村、贾村一带，到西大慈村转向东流，大致是沿着现在滏阳河的流向流入曲周县境。民国二十六年（1937年），洺河在永年席庄村西北决口，改向东北流，经席庄、杨庄、豆庄村北，至韩庄村北入鸡泽县，形成今河道。原经席庄、豆庄村南向东，至辛庄堡入鸡泽县的河道湮废为故道。是洺河最年轻的一条故道。